# Parque natural nacional de Hutsulshchyna
El parque natural nacional de Hutsulshchyna (ucraniano: Гуцульщина, literalmente, "Tierra de Hutsul") es un parque nacional de Ucrania. Está situado en los Cárpatos occidentales de Ucrania. El parque nacional de Hutsulshchyna fue creado el 14 de mayo de 2002 y tiene una superficie de 32.248 hectáreas. Administrativamente, se encuentra en el óblast de Ivano-Frankivsk

## Topografía
El parque está situado en la vertiente oriental de los Cárpatos, tanto en las altas cordilleras con altitudes de hasta 1.472 metros en el monte Gregit, el punto más alto del parque, como en las estribaciones más bajas con altitudes absolutas de 350-500 metros sobre el nivel del mar. Las crestas de las montañas discurren en líneas paralelas de noroeste a sureste, con cimas relativamente planas, laderas empinadas y amplias cuencas entre ellas. El río Cheremosh recorre el límite sur del parque.